# Mircea Petescu
Mircea Petescu (Pecica, 15 oktober 1943 – Vosselaar, 16 december 2018) was een Roemeens profvoetballer en voetbalcoach.

## Levensloop
Petescu was Roemeens international en deed met zijn land mee op de Olympische Zomerspelen 1964 in Rome, maar kreeg in Nederland vooral bekendheid vanwege zijn aanvoerderschap gedurende zijn periode bij UT Arad dat in 1970 Feyenoord in de eerste ronde van de Europacup I uitschakelde, nadat die club enkele maanden daarvoor als eerste Nederlandse club die beker had gewonnen. In 1973 ontvluchtte Petescu Roemenië. Hij werd voetbalcoach van meerdere Nederlandse ploegen, waaronder Telstar en Sparta Rotterdam. Later werd hij voetbalmakelaar.
Begin 1979 kregen hij en zijn vrouw de Nederlandse nationaliteit.
Mircea Petescu leed in de laatste jaren van zijn leven aan de ziekte van Alzheimer. Hij overleed in 2018 op 75-jarige leeftijd.

## Erelijst

### MetUT Arad
| Nationaal             |    |            |
| Kampioen van Roemenië | 2x | 1969, 1970 |

### MetSteaua Boekarest
| Nationaal       |    |      |
| Roemeense beker | 1x | 1966 |

### MetRoemenië onder 19
| Europa                 |    |      |
| Europees Kampioenschap | 1x | 1962 |